# Bilokurakine
Bilokurakine (en ucraniano: Білокуракине, lit. 'Bilokurakyne', en ruso: Белокуракино, romanizado: Belokurakino) es una ciudad ucraniana perteneciente al óblast de Lugansk. Situada en el noreste del país, servía como centro administrativo del raión de Bilokurakine hasta 2020, aunque ahora es parte del raión de Svatove y centro del municipio (hromada) de Bilokurakine.
La ciudad se encuentra ocupada por Rusia desde marzo de 2022, siendo administrada como parte de la de facto República Popular de Lugansk.

## Geografía
Bilokurakine se encuentra en la orilla del río Bila, un afluente del río Aidar (que termina desembocando en el río Don) en la región histórica de Ucrania Libre. El asentamiento está ubicado a 90 km al norte de Sieverodonetsk y a 130 km al noroeste de Lugansk.

## Historia
Bilokurakine se fundó en 1700 después de que el zar Pedro I entregara la tierra baldía de Campos Salvajes a su príncipe Boris Ivanovich Kurakin. Aquí se crio ovejas y ganado en estas tierras, además de dar refugio a siervos fugitivos de Ucrania y Rusia. El 25 de septiembre de 1779, como resultado de la reforma provincial de Catalina II, se formó la gobernación de Vorónezh. Posteriormente fue entregada a la gobernación de Járkov (previamente conocida como Ucrania Libre).
A principios del siglo XX, el proceso de estratificación del campesinado comenzó a intensificarse. Hasta 1900, no había arados de hierro, gradas y otras herramientas agrícolas en el pueblo. Trabajaban con gradas y gradas de madera.
En abril de 1923, el pueblo se convirtió en el centro del distrito de Bilokurakine del raión de Starobilsk del óblast de Donetsk. La colectivización completa, la política de privación de derechos y el suministro excesivo de pan llevaron al Holodomor de 1933 (378 muertos en el pueblo). En 1938, el ferrocarril Moscú-Dombás, que había estado en construcción desde 1932, comenzó a operar en el pueblo. Ese mismo año pasó a formar parte del óblast de Voroshilovgrad
Durante la Segunda Guerra Mundial, en el invierno de 1941-42, el pueblo y la estación de tren fueron bombardeados repetidamente por tropas de la Wehrmacht y ocupados el 9 de julio de 1942. El 19 de enero de 1943, el Ejército Rojo recuperó el pueblo de la ocupación. Después de la liberación, se restauraron la estación de máquinas y tractores, la planta industrial y de procesamiento de alimentos, el hospital, la escuela, la biblioteca y todas las granjas colectivas.
Bilokurakine ha tenido el estatus de asentamiento de tipo urbano desde 1957. En 1953, comenzó el rápido desarrollo de las granjas colectivas en el asentamiento
El 10 de octubre de 2014, desconocidos demolieron un monumento a Lenin en el pueblo tras la aprobación de la ley de descomunización.
A principios de marzo de 2022, durante la invasión rusa de Ucrania, Bilokurakine fue ocupada por tropas rusas. Los residentes locales asistieron a protestas contra la ocupación, reprimidas por los rusos.

## Demografía
La evolución de la población entre 1800 y 2017 fue la siguiente:
| 4447                                                          | 4487 | 5503 | 5095 | 5447 | 7135 | 8209 | 8434 | 8010 | 7305 | 6669 | 6564 | 6448 |
| (Fuente: Cities & Towns of Ukraine y UKRAINE: Größere Städte) |      |      |      |      |      |      |      |      |      |      |      |      |

Según el censo de 2001, la lengua materna de la mayoría de los habitantes, el 90,71%, es el ucraniano; del 9% es el ruso.

## Economía
Una de las direcciones principales en la economía de Bilokurakine es el desarrollo de la producción agrícola, en especial la ganadería. 

## Infraestructura

### Arquitectura y monumentos
El asentamiento cuenta con un palacio de la cultura construido en 1940, donde todas las primaveras se celebra un festival de canto y poesía patriótica.

### Transporte
Bilokurakine está conectado por carretera con Starobilsk, donde tiene acceso adicional a la autopista H26 a Svatove y Bilovodsk, así como a la autopista H21 a Lugansk. Hay una línea de ferrocarril en Bilokurakine, que actualmente está desconectada del resto de la red ferroviaria de Ucrania. Al sur, se extiende hasta Starobilsk y Kondrashivska Nova, en Stanytsia Luhanska, y al norte cruza la frontera con Rusia y continúa hasta Valuiki. La estación de tren de Bilokurakine tiene un tráfico de pasajeros poco frecuente entre Kondrashivska Nova y Lantrativka.

## Personas ilustres
- Vitalii Kurilo (1957): científico y político ucraniano que fue diputado en la Rada Suprema por Solidaridad Europea.

## Galería

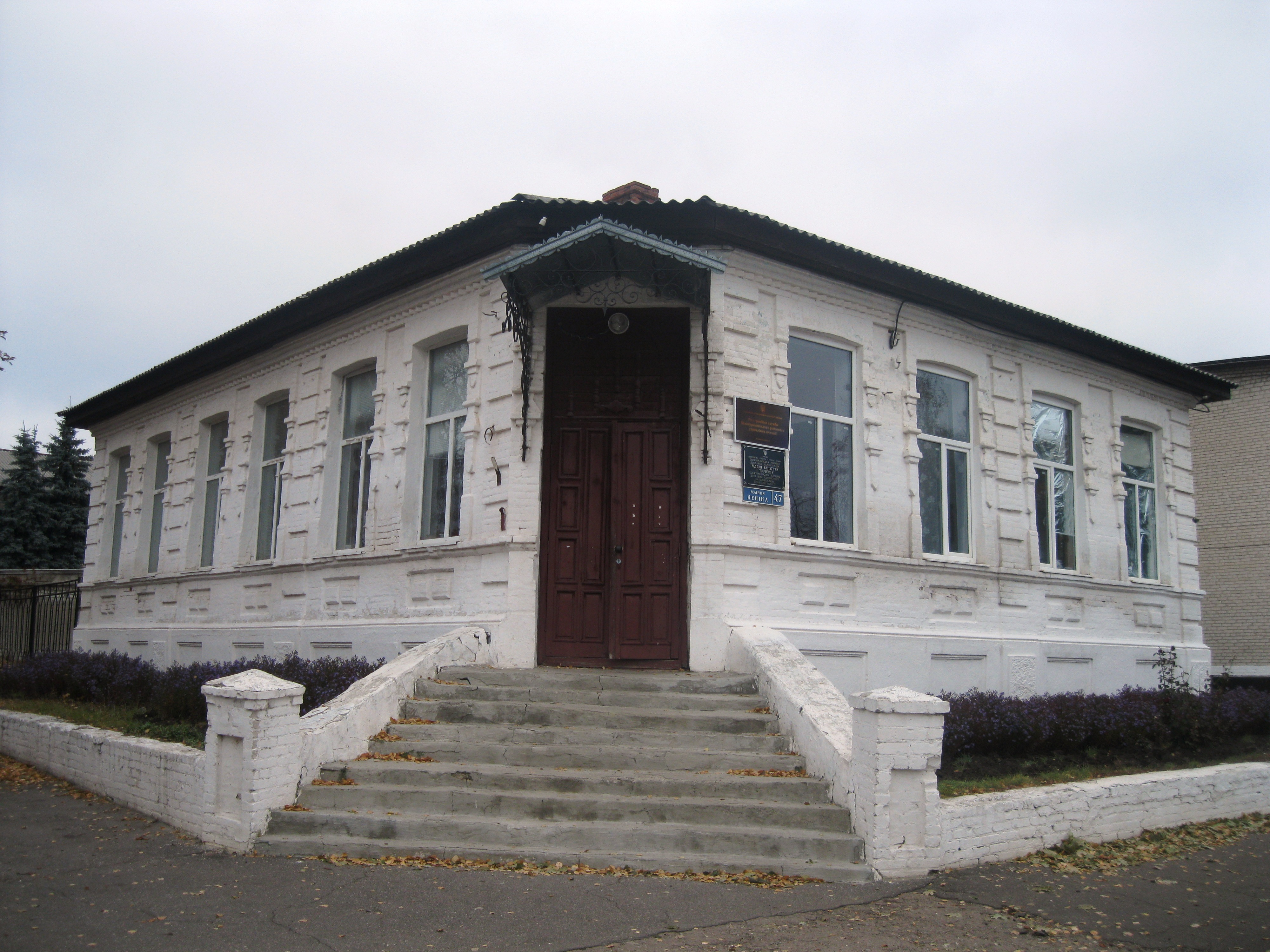
Concejalía de cultura y turismo
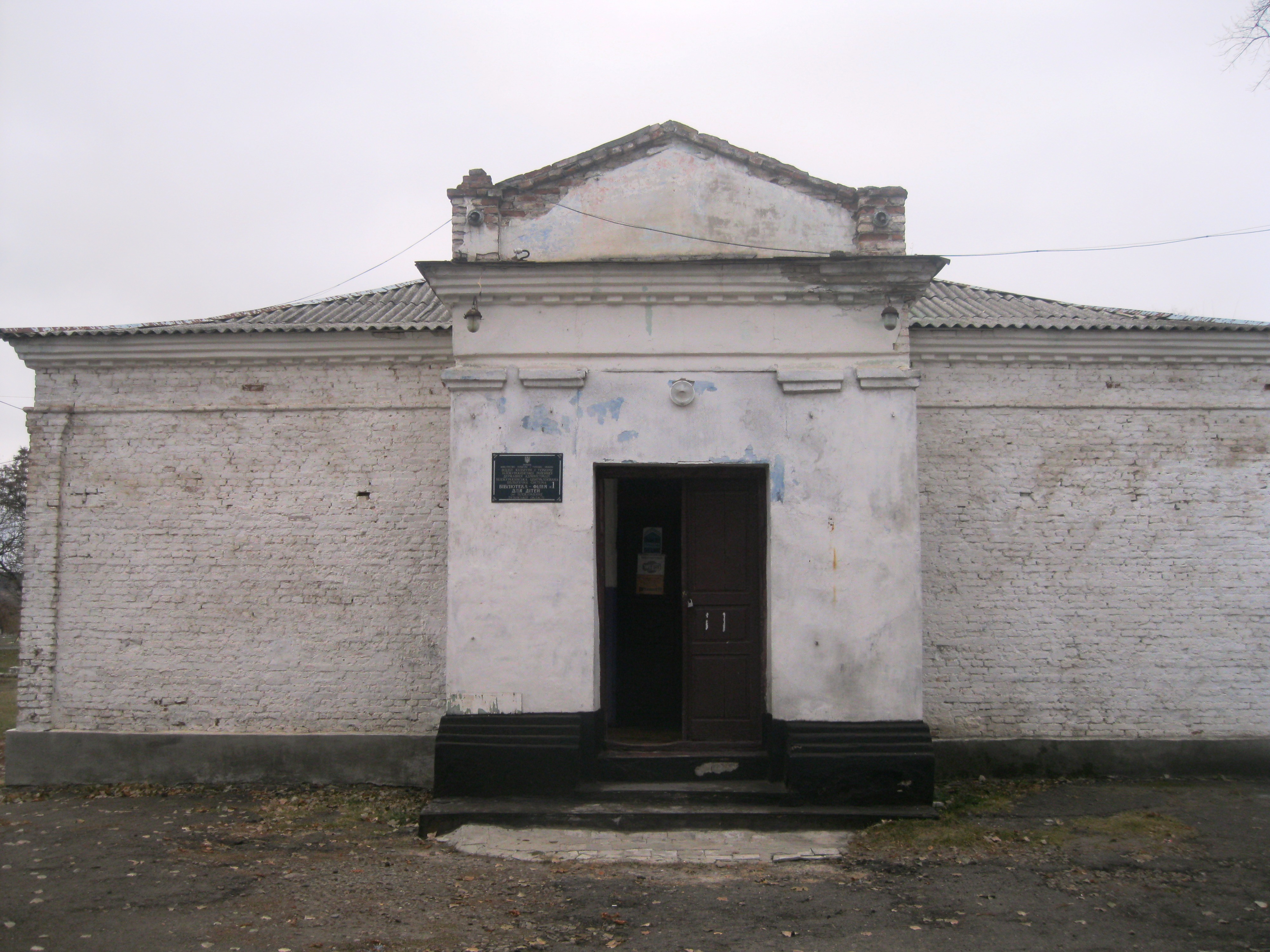
Biblioteca infantil
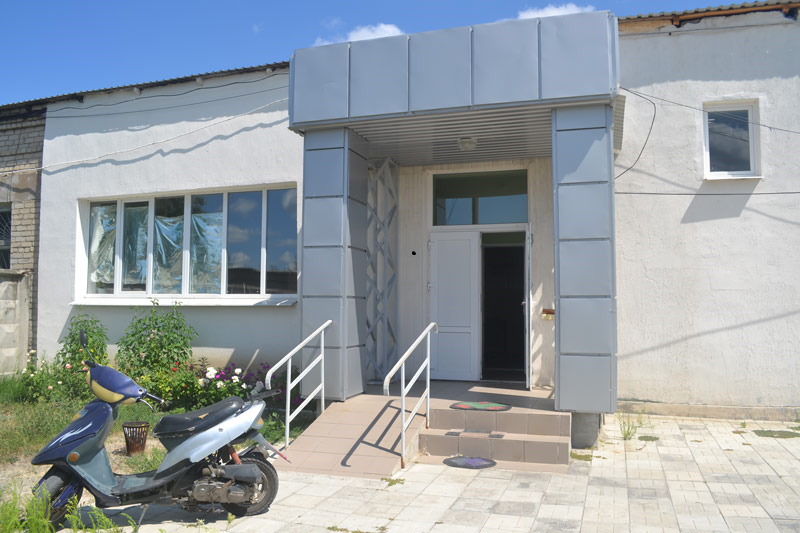
Guardería
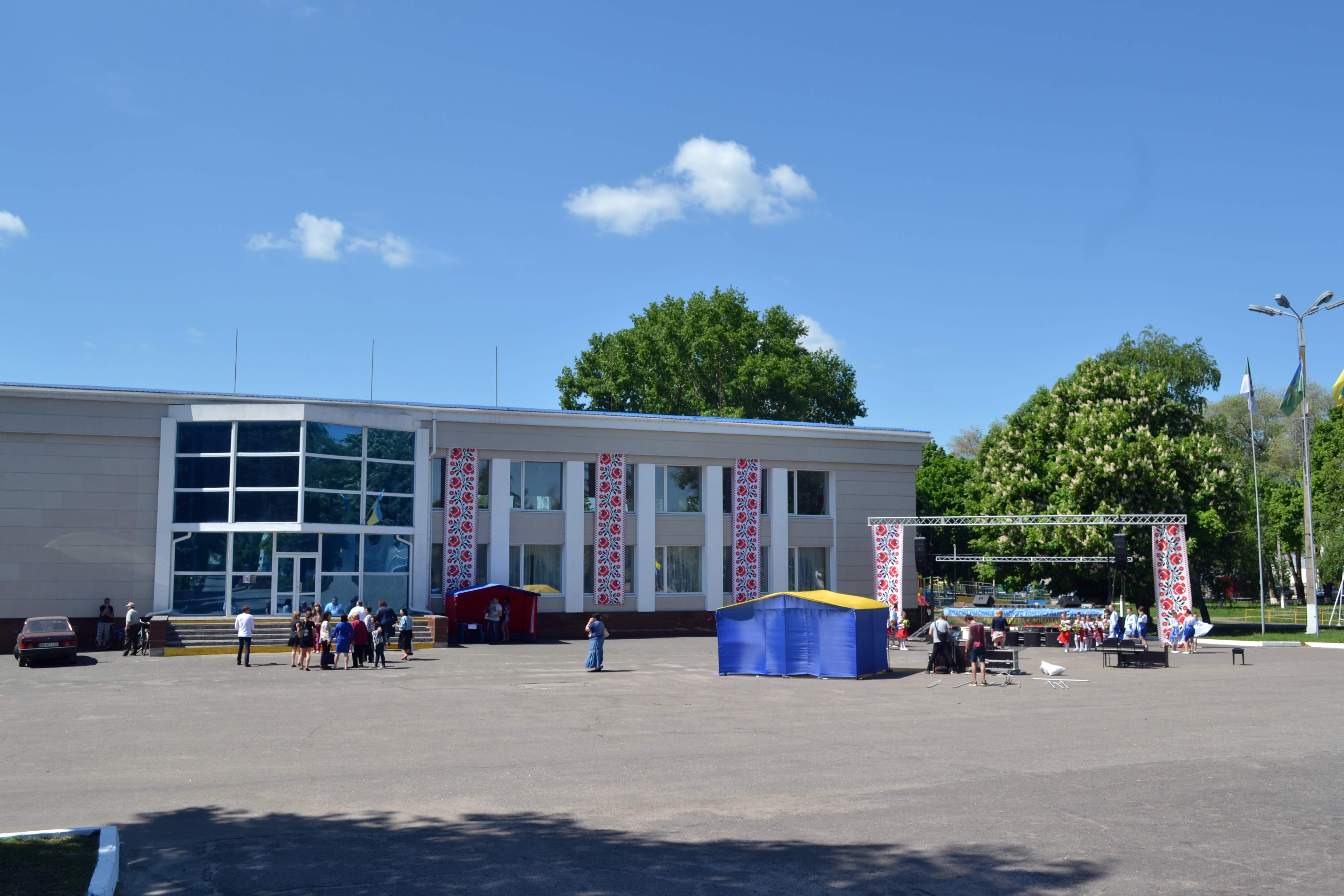
Festival de canto y poesía patriótica (2019)
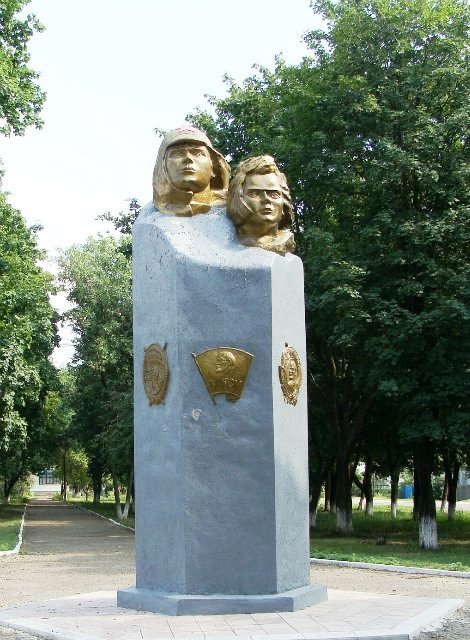
Monumento en homenaje a la Komsomol